# Edinburgh (Indiana)
Edinburgh es un pueblo ubicado en el condado de Johnson en el estado estadounidense de Indiana. En el Censo de 2010 tenía una población de 4480 habitantes y una densidad poblacional de 556,36 personas por km².

## Geografía
Edinburgh se encuentra ubicado en las coordenadas 39°21′3″N 85°57′47″O / 39.35083, -85.96306. Según la Oficina del Censo de los Estados Unidos, Edinburgh tiene una superficie total de 8.05 km², de la cual 8.05 km² corresponden a tierra firme y (0%) 0 km² es agua.

## Demografía
Según el censo de 2010, había 4480 personas residiendo en Edinburgh. La densidad de población era de 556,36 hab./km². De los 4480 habitantes, Edinburgh estaba compuesto por el 95.25% blancos, el 0.33% eran afroamericanos, el 0.18% eran amerindios, el 0.11% eran asiáticos, el 0% eran isleños del Pacífico, el 3.01% eran de otras razas y el 1.12% pertenecían a dos o más razas. Del total de la población el 5.47% eran hispanos o latinos de cualquier raza.